# وییا د کورا
ویلا د کورا (به اسپانیایی: Villa de Cura) یک منطقه مسکونی در ونزوئلا است که در ایالت آراگوآ واقع شده‌است. ویلا د کورا ۲۲٫۵ کیلومتر مربع مساحت و ۸۹٬۳۶۴ نفر جمعیت دارد و ۵۲۶ متر بالاتر از سطح دریا واقع شده‌است.